# Viktor Denisov
Viktor Denisov (n. 2 aprilie 1966, Kalinin, RSFS Rusă, URSS) este un caiacist ce a reprezentat Uniunea Republicilor Sovietice Socialiste, medaliat olimpic. A participat la o ediție a Jocurilor Olimpice (1988) în care a câștigat două medalii de argint.